# Let Go (album de Avril Lavigne)
Let Go este albumul de debut al cântăreței de origine canadiană Avril Lavigne. Inițial discul purta numele „Anything But Ordinary” însă, în ultimul moment, a fost redenumit în «Let Go». Pe site-ul de specialitate metacritic discul a primit recenzii favorabile din partea criticilor, câștigând 68 de puncte din 100 posibile. În Canada albumul a primit discul de diamant, confirmând vânzări de peste 1 milioane de exemplare. De asemenea, la nivel internațional, discul a câștigat popularitate, fiind consemnate optsprezece milioane de copii vândute.

## Istoria
După doi ani de muncă, albumul Let Go a apărut pe piața din America pe data de 4 iunie a anului 2002. Acesta conține treisprezece melodii, puternic influențate de stilurile pop și punk. Albumul a avut un succes neprevăzut, reușind să o transforme pe Avril Lavigne într-una dintre cele mai comercializate artiste de origine canadiană. În anul 2002, Let Go s-a vândut în paisprezece milioane de exemplare, devenind cel mai bun album al unei artiste debutante din acel an. Conform unei statistici făcute în luna decembrie a anului 2007, acest album s-a vândut în 6.6 milioane de copii în S.U.A. și mai mult de 16 milioane pe plan internațional, o cifră record pentru un album de debut. Datorită încasărilor uriașe obținute în urma comercializării sale, albumul a fost certificat cu douăzeci și trei de discuri de platină și unul de diamant, obținute pe plan mondial.
Titlul inițial al albumului era Anything But Ordinary, dar producătorul a hotărât ca numele său să provină de la o piesă înregistrată de către Lavigne, dar neinclusă pe album. O altă melodie care nu a fost inclusă pe album este Breakaway, care nefiind introdusă nici pe cel de-al doilea album al lui Lavigne, a fost cedată lui Kelly Clarkson, care a reînregistrat-o și a obținut succes pe seama sa.
Datorită succesului obținut, Avril Lavigne a fost numită Debutanta Anului în cadrul premiilor MTV Video Music Awards, ediția anului 2002, a câștigat patru premii Juno (din șase nominalizări), un premiu în cadrul Premiilor Internaționale ale muzicii, la categoria Cel mai bine vândut artist canadian pe plan internațional. Let Go i-a adus lui Lavigne și opt nominalizări în cadrul premiilor Grammy.
Pentru a promova albumul, Lavigne a inițiat turneul Try to Shut Me Up, care a fost format dintr-o serie de cinzeci și șapte de concerte. În cadrul acestora artista a cântat atât piesele incluse pe album, cât și cele neincluse.
Datorită succesului obținut de albumul Let Go, artista a hotărât să înregistreze primul său DVD, intitulat My World..

## Ordinea pieselor pe disc
Versiunea standard
1. „Losing Grip” — 3:53
2. „Complicated” — 4:03
3. „Sk8er Boi” — 3:23
4. „I'm With You” — 3:42
5. „Mobile” — 3:31
6. „Unwanted” — 3:40
7. „Tomorrow” — 3:48
8. „Anything But Ordinary” — 4:10
9. „Things I'll Never Say” — 3:43
10. „My World” — 3:26
11. „Nobody's Fool” — 3:56
12. „Too Much to Ask” — 3:44
13. „Naked” — 3:28

Cântece bonus (pentru Japonia)
- „Why” — 3:59
- „I Don't Give” — 3:41